# Vance Brand
Vance DeVoe Brand (Longmont, 9 mei 1931) is een voormalig Amerikaans ruimtevaarder. Brand zijn eerste ruimtevlucht was het Apollo-Sojoez-testproject met de Saturnus IB en vond plaats op 15 juli 1975. Dit was de eerste bemande ruimtevlucht die gezamenlijk door twee naties werd uitgevoerd. Het was tevens de laatste vlucht van het Apolloprogramma. Brand vervolgde zijn carrière als astronaut op de Space Shuttle.
In totaal heeft Brand vier ruimtevluchten op zijn naam staan. In 1992 verliet hij NASA en ging hij als astronaut met pensioen.